# Babcock & Wilcox
The Babcock & Wilcox Company (B&W) (укр. Бебкок енд Вілкокс), також Babcock & Wilcox Enterprises Inc. — американська компанія, виробник і постачальник технологій та послуг з використання відновлюваних джерел, екологічної та теплової енергії, який працює на багатьох міжнародних ринках по всьому світу зі штаб-квартирою в Акроні, штат Огайо, США. Історично компанія найбільш відома своїми паровими котлами та парогенераторами.

## Компанія
Babcock & Wilcox (B&W) зі штаб-квартирою в Акроні виробляє та надає енергетичні та екологічні технології та послуги для енергетичних та промислових ринків у всьому світі. Його три сегменти бренду називаються B&W Renewable, B&W Environmental і B&W Thermal. B&W та її дочірні компанії працюють у Північній Америці, Європі, на Близькому Сході, в Азії та Латинській Америці, на додаток до глобальних ліцензіатів на технології та стратегічних партнерств.
B&W Renewable: технології для виробництва енергії та тепла з відновлюваних джерел, включаючи системи перетворення відходів у енергію, енергію з біомаси та чорний щелок для целюлозно-паперової промисловості. Технології підтримують економіку замкненого циклу, перенаправляючи відходи зі сміттєзвалищ на використання для виробництва електроенергії та заміни викопного палива, одночасно відновлюючи метали та зменшуючи викиди в атмосферу.
B&W Environmental: контроль викидів та екологічні технологічні рішення для комунальних послуг, відходів для енергії, біомаси, сажі та промислового виробництва пари. Включає системи для охолодження, обробки золи, контролю твердих частинок, видалення оксидів азоту та діоксидів сірки, хімічного циклу для контролю вуглецю та контролю ртуті.
B&W Thermal: обладнання для виробництва пари, запасні частини, будівництво, технічне обслуговування та польові послуги для установок у виробництві електроенергії, нафтогазової промисловості. Глобальне обслуговування встановленого обладнання для комунального господарства та загального промислового застосування, включаючи нафтопереробку, нафтохімічну, харчову, металургійну галузі виробництва тощо.

## Виноски
1. ↑  Global LEI index